# 伊勢崎市立名和小学校
伊勢崎市立名和小学校（いせさきしりつ なわしょうがっこう）は群馬県伊勢崎市堀口町にある公立小学校。

## 歴史
- 1885年（明治18年）山王、城陽、柴町の3小学校を合併し、那波第四小学校と改称した。
- 1889年（明治22年） - 名和尋常小学校と改称した
- 1902年（明治35年） - 名和尋常高等小学校と改称した。高等科を併置した。
- 1941年（昭和16年）4月1日 - 学制改革により佐波郡名和国民学校と校名改称
- 1947年（昭和22年）4月1日 - 学制改革により佐波郡名和小学校と校名改称。高等科は中学校へ編入。
- 1955年（昭和30年）3月25日 - 名和村が伊勢崎市に編入されたのに伴い伊勢崎市立名和小学校と改称。
- 1969年（昭和44年）9月1日 - 旧名和中学校校舎に移転。
- 1972年（昭和47年）7月3日 - 校舎が焼失。
- 1973年（昭和48年）3月20日 - 現在の校舎が完成。
- 1979年（昭和54年）4月1日 - 伊勢崎市立広瀬小学校へ山王町の一部児童を移籍。
- 1981年（昭和56年）4月1日 - 伊勢崎市立坂東小学校へ八斗島町、福島町の児童を移籍。

## 通学区域
- 韮塚町、阿弥大寺町、今井町、山王町の一部、堀口町、中町の一部、柴町、戸谷塚町[1]

## 進学先中学校
- 伊勢崎市立第二中学校

## 交通アクセス
- 東日本旅客鉄道（JR東日本）両毛線・東武伊勢崎線 伊勢崎駅より徒歩40分
- 東武伊勢崎線 新伊勢崎駅より徒歩35分